# Atletismo nos Jogos Pan-Americanos de 2019 - 800 m masculino
A competição dos 800 m rasos masculino foi um dos eventos do atletismo nos Jogos Pan-Americanos de 2019, em Lima, no Peru. A prova foi realizada entre os dias 9 e 10 de agosto.

## Calendário
Horário local (UTC-5).
| Data         | Horário | Fase      |
| ------------ | ------- | --------- |
| 9 de agosto  | 15:50   | Semifinal |
| 10 de agosto | 14:55   | Final     |

## Medalhistas
| Ouro   | CAN Marco Arop     |
| Prata  | PUR Wesley Vázquez |
| Bronze | PUR Ryan Sánchez   |

## Recordes
Recordes mundial e pan-americano antes da disputa dos Jogos Pan-Americanos de 2019.
| Tipo                             | Atleta        | Tempo   | Local          | Data                |
| -------------------------------- | ------------- | ------- | -------------- | ------------------- |
|                                  | David Rudisha | 1:40.91 | Londres        | 9 de agosto de 2012 |
| Recorde dos Jogos Pan-Americanos | Yelmer López  | 1:44.58 | Rio de Janeiro | 28 de julho de 2007 |

Os seguintes novos recordes foram estabelecidos durante esta competição. 
| Data         | Prova | Atleta     | Nacionalidade | Tempo   | Recordes                         |
| ------------ | ----- | ---------- | ------------- | ------- | -------------------------------- |
| 10 de agosto | Final | Marco Arop | Canadá        | 1:44.25 | Recorde dos Jogos Pan-Americanos |

## Resultados

### Semifinal
Qualificação: Os 3 primeiros em cada bateria (Q) e os 2 mais rápidos (q) se classificaram para a final. Os resultados foram os seguintes: 
| Colocação | Bateria | Atleta                  | Nacionalidade      | Tempo   | Notas |
| --------- | ------- | ----------------------- | ------------------ | ------- | ----- |
| 1         | 2       | Bryce Hoppel            | USA Estados Unidos | 1:48.04 | Q     |
| 2         | 1       | Wesley Vázquez          | PUR Porto Rico     | 1:48.38 | Q     |
| 3         | 2       | Ryan Sánchez            | PUR Porto Rico     | 1:48.62 | Q     |
| 4         | 1       | Marco Arop              | CAN Canadá         | 1:48.71 | Q     |
| 5         | 2       | Marco Vilca             | PER Peru           | 1:49.49 | Q     |
| 6         | 2       | Lucirio Antonio Garrido | VEN Venezuela      | 1:49.51 | q     |
| 7         | 1       | Jelssin Robledo         | COL Colômbia       | 1:49.51 | Q     |
| 8         | 1       | Alejandro Peirano       | CHI Chile          | 1:49.99 | q     |
| 9         | 2       | Rafael Muñoz            | CHI Chile          | 1:50.03 |       |
| 10        | 1       | Jauavney James          | JAM Jamaica        | 1:50.38 |       |
| 11        | 2       | Jorge Arturo Montes     | MEX México         | 1:50.47 |       |
| 12        | 1       | Dage Minors             | BER Bermudas       | 1:50.68 |       |
| 13        | 1       | Jesús Tonatiu López     | MEX México         | DNF     |       |

### Final
Os resultados foram os seguintes:  
| Colocação         | Atleta                  | Nacionalidade      | Tempo   | Notas                            |
| ----------------- | ----------------------- | ------------------ | ------- | -------------------------------- |
| Medalha de ouro   | Marco Arop              | CAN Canadá         | 1:44.25 | Recorde dos Jogos Pan-Americanos |
| Medalha de prata  | Wesley Vázquez          | PUR Porto Rico     | 1:44.48 |                                  |
| Medalha de bronze | Ryan Sánchez            | PUR Porto Rico     | 1:45.19 |                                  |
| 4                 | Bryce Hoppel            | USA Estados Unidos | 1:47.48 |                                  |
| 5                 | Marco Vilca             | PER Peru           | 1:47.65 | Recorde pessoal                  |
| 6                 | Jelssin Robledo         | COL Colômbia       | 1:47.98 |                                  |
| 7                 | Alejandro Peirano       | CHI Chile          | DNF     |                                  |
| 8                 | Lucirio Antonio Garrido | VEN Venezuela      | DNS     |                                  |

Legenda
| Recorde mundial                  | Recorde mundial (World record)               |                       | Recorde africano                      | Recorde africano (African) |                                           | Q | Classificado por posição (Qualified) |
| Recorde dos Jogos Pan-Americanos | Recorde pan-americano (Pan-American record)  | Recorde da América    | Recorde da América (Americas)         | q                          | Classificado por melhor tempo (Qualified) |   |                                      |
| Melhor marca do ano              | Melhor marca do ano (World leading)          | Recorde asiático      | Recorde asiático (Asian)              | DNS                        | Não largou (Did not start)                |   |                                      |
| Recorde nacional                 | Recorde nacional (National record)           | Recorde europeu       | Recorde europeu (European)            | DNF                        | Não terminou (Did not finish)             |   |                                      |
| Recorde pessoal                  | Recorde pessoal do atleta (Personal best)    | Recorde da Oceania    | Recorde da Oceania (Oceania)          | DSQ / DQ                   | Desclassificado (Disqualified)            |   |                                      |
| Recorde da temporada             | Recorde da temporada do atleta (Season best) | Recorde sul-americano | Recorde sul-americano (South America) | NM                         | Sem marca (No mark)                       |   |                                      |